# Silo de Marchena
El silo de Marchena es un antiguo silo de grano situado en el municipio español de Marchena, en la provincia de Sevilla. Se encuentra ubicado a las afueras del casco urbano, junto al ferrocarril.

## Historia
Su construcción respondió a una premeditada organización para el almacenamiento de cereal, dentro de la política implementada por el régimen franquista a través del Servicio Nacional del Trigo. El silo entró en servicio en 1952 y contaba con una capacidad de almacenamiento de 4.450 toneladas. Con posterioridad, la unidad pasaría a manos del Servicio Nacional de Cereales (SNC) en 1969 y, dos años después, del Servicio Nacional de Productos Agrarios (SENPA).

## Características
Se trata de un silo del tipo B. Las unidades de esta tipología poseen una altura máxima de 40 metros, estando constituida su estructura de hormigón armado por un conjunto de celdas cuadrangulares de ladrillo armado; cada celda cuadrangular tiene un diámetro de 3,75 metros. Su estilo arquitectónico se caracteriza por la influencia del estilo internacional. Posee una capacidad de almacenamiento de 4.450 toneladas.